# Громов Леонід Миколайович
Леонід Миколайович Громов (рос. Леонид Николаевич Громов; нар. 6 травня 1963, Курськ, СРСР) — радянський і російський актор театру і кіно.

## Життєпис
Леонід Громов народився 6 травня 1963 року в Курську. Займався у дитячо-молодіжному театрі-студії «Ровесник».
У 1984 році закінчив Російський інститут театрального мистецтва (керівник Оскар Якович Ремез).
З 1986 по 1993 рік працював у Театрі «Ленком».
У кіно дебютував в 1984 році, зігравши епізодичну роль у стрічці «Майже ровесники».

## Особисте життя
Був одружений з акторкою Тетяною Аугшкап. У шлюбі народився син Іван, який є актором театру «На Малій Бронній».

## Фільмографія
- 2017 «Відчайдушний домогосподар» — Павло Олександрович
- 2017 «Капітанша» — дядько Микола[1]
- 2017 «Отчий берег» — Григорій Грушин
- 2016 «Жінка його мрії» — батько Лізи
- 2016 «Скліфосовський. Реанімація» — Вахарчук
- 2015 «Коли наступить світанок» — Віктор Рябчиков
- 2013 «Королева бандитів» — Олексій
- 2013 «Сусіди по розлученню» — Сергій
- 2012 «Одеса-мама» — Олександр Сиволап
- 2012—2016 «Вісімдесяті» — Микола Петрович Смирнов
- 2008 «Населений острів» — Ґраменау
- 2008 «Клінч» — Васильєв
- 2007 «Вантаж 200» — Артем Миколайович Казаков
- 2007 «Особисте життя лікаря Селіванової» — Віктор Леонідович Кукін[2]
- 2007 «Гальмівний шлях» — Михайло
- 2007 «18—14» — Фома
- 2006 «Поцілунок метелика» — «Маршал»
- 2006 «Мечоносець» — Рощін
- 2006 «З Дону видачі немає» — Тихон
- 2006 «Спека» — міліціонер
- 2005 «Мама не горюй 2» — начальник в'язниці
- 2004 «Штрафбат» — капітан Сичов, слідчий
- 2004 «Слухач» — епізод
- 2002 «У русі» — слідчий
- 2002 «У русі» — слідчий
- 1990 «Підземелля відьом» — колдун
- 1989 «Очеретяний рай» — раб
- 1988 «Убити дракона» — рибалка
- 1985 «Людина з акордеоном» — студент на демонстрації
- 1984 «Майже ровесники» — епізод